# Даньщин, Сергей Петрович
Серге́й Петро́вич Да́ньщин (в ряде документов — Даньшин) (2 [15] июля 1911 — 11 сентября 1943) — участник Великой Отечественной войны, командир эскадрильи 2-го гвардейского авиационного полка 3-й авиационной дивизии дальнего действия, Герой Советского Союза (1943), гвардии майор.

## Биография
Сергей Петрович Да́ньщин родился 15 июля 1911 года на разъезде № 81 Уфалейского округа Екатеринбургского уезда Пермской губернии, в 16 км юго-западнее села Полдневая. В 1920-30-х 81-й разъезд стал именоваться разъездом Каркадин, а позже превратился в посёлок Коркодин, входящий в состав Верхнеуфалейского городского округа Челябинской области. В 1919 г. семья переехала на станцию Усольская (д. Веретия). После окончания семилетки в г. Березники, в сентябре 1926 г., поступил в Пермскую судомеханическую школу водного транспорта. В 1930 г., после окончания судомеханической школы работал слесарем на Пермском судоремонтном заводе «Старый бурлак». С завода по путевке Комсомола направлен в Ленинградскую военно-теоретическую школу летчиков, затем — в Ворошиловградскую военную школу пилотов. С 1936 по июль 1941 года Сергей Петрович Даньщин работал в Новосибирском авиапорту сначала в должности пилота, затем — командира корабля на авиалинии Иркутск-Москва. Перед началом Великой Отечественной войны получил назначение на должность командира звена 2-го авиаполка БАДД.
После начала Великой Отечественной войны, в июле 1941 года, добровольцем ушёл в Красную Армию. Воевал в дальней бомбардировочной авиации. В качестве командира экипажа бомбардировщика совершил 201 боевой вылет (из них 196 — ночью), участвовал в нанесении бомбовых ударов по военным объектам Берлина, Будапешта, Бухареста. Участник Сталинградской битвы. Член ВКП(б) с 1942 года.
Указом Президиума Верховного Совета СССР «О присвоении звания Героя Советского Союза начальствующему составу авиации дальнего действия Красной Армии» от 25 марта 1943 года за «образцовое выполнение боевых заданий командования и проявленные при этом отвагу и геройство» удостоен звания Героя Советского Союза с вручением ордена Ленина и медали «Золотая Звезда».
В ночь на 11 сентября 1943 года экипаж гвардии майора Даньщина не вернулся с выполнения боевого задания.

## Память
В 1975 году на основании Постановления Совета Министров РСФСР от 15 мая 1975 года №314 и согласно приказу Министра речного флота РСФСР от 23 мая 1975 года №75 имя Сергея Даньщина было присвоено пассажирскому теплоходу «Бурея» типа «Дунай» Камского речного пароходства. Из-за разночтения фамилии в документах о награждении в приказе была указана фамилия «Данщин» и поэтому на протяжении шести лет, до 1981 года, судно работало с названием «Сергей Данщин». В 1981 году ошибка была исправлена и теплоход получил наименование «Сергей Даньщин».
Также именем героя были названы улицы Дзержинского района г. Перми и г. Полевского.
Установлены мемориальные доски на здании Камского речного пароходства, а также у входа на завод «Коммунар». Также имя Сергея Петровича Даньщина значится на мемориальном комплексе «Пермяки — Герои Советского Союза». В Новосибирске на доме № 6 по улице Аэропорт, где с 1935 по 1941 год жил лётчик, установлена мемориальная доска.